# Disturbios en Christie Pits
El motín de Christie Pits ocurrió el 16 de agosto de 1933 en el parque infantil Christie Pits (Willowvale Park) en Toronto, Ontario. El motín tuvo lugar en el contexto de la Gran Depresión, el antisemitismo, los "Clubes de la Esvástica " y los desfiles y el resentimiento hacia los "extranjeros" en Toronto, y el ascenso de Adolf Hitler y los nazis en Alemania en 1933. 

## Antecedentes
El motín ocurrió en medio de la Gran Depresión y seis meses después de que Adolf Hitler tomara el poder en Alemania . Los periódicos de Toronto, incluidos el Toronto Telegram y el Toronto Daily Star , así como el periódico yiddish Der Yiddisher Zhurnal, informaron sobre cómo los judíos estaban siendo despedidos de sus profesiones en Alemania, incluidos abogados, profesores y maestros, así como sobre incidentes de violencia contra ellos. Por lo tanto, para los judíos, la esvástica representaba degradación y violencia física contra ellos, y era incendiaria. 
En aquella época, la comunidad judía de Toronto era predominantemente pobre y de clase trabajadora. Por lo tanto, las familias judías y los jóvenes en particular se refrescaban durante los calurosos meses de verano quedándose en la ciudad y yendo a nadar a la zona predominantemente anglosajona The Beaches . Esto provocó quejas y resentimiento por parte de algunos residentes locales. Algunos lugareños formaron un "Club de la Esvástica", que exhibía abiertamente el símbolo nazi para expresar su descontento y hacer que los judíos se sintieran indeseados. El 1 de agosto de 1933, el Club de la Esvástica se convirtió en el tema de un editorial en el Jewish Standard de Toronto, lo que provocó múltiples protestas de los residentes judíos locales.  El 2 de agosto se produjeron protestas masivas de jóvenes judíos canadienses en The Beaches, que fueron respondidas por contraprotestas de los miembros del Swastika Club. Los líderes del Club de la Esvástica insistieron inicialmente en que la esvástica no tenía nada que ver con Hitler. Dijeron que simplemente querían mantener la playa limpia.  Esto dio lugar a un tira y afloja entre los funcionarios de la ciudad y los líderes judíos, que intentaron que el Club de la Esvástica se disolviera voluntariamente, y los líderes del Club de la Esvástica, que presionaron para que se tomaran medidas legales.  El 14 de agosto, la situación llegó a un punto muerto, y los dirigentes del Club de la Esvástica de Toronto participaron en la reunión del Club de la Esvástica de Kitchener, donde se desarrolló una agenda abiertamente antisemita. 

## Las disturbias
El motín, que duró seis horas, estalló después de un partido de béisbol de cuartos de final en Christie Pits entre dos clubes locales: Harbord Playground, compuesto predominantemente por jugadores judíos e italianos, y St. Peter's, un equipo de béisbol patrocinado por St. Peter's Church, una iglesia católica en Bathurst y Bloor.  
La noche del motín fue el segundo partido entre Harbord y St. Peter's. Dos noches antes, en el primer partido de la serie, se había exhibido una esvástica. Se advirtió por escrito a la policía que podría haber problemas en el segundo partido, pero esas advertencias fueron ignoradas.  Después del final del segundo juego, los miembros de Pit Gang mostraron una manta con una gran esvástica pintada en ella. Varios muchachos y jóvenes judíos que habían oído sobre el incidente anterior de la esvástica se abalanzaron sobre el símbolo de la esvástica para destruirlo; los partidarios de ambos bandos (incluidos los italianos que apoyaban a los judíos) de los alrededores se unieron a ellos y comenzó una pelea. 
El Toronto Daily Star describió el acontecimiento al día siguiente:
 

While groups of Jewish and Gentile youths wielded fists and clubs in a series of violent scraps for possession of a white flag bearing a swastika symbol at Willowvale Park last night, a crowd of more than 10,000 citizens, excited by cries of 'Heil Hitler' became suddenly a disorderly mob and surged wildly about the park and surrounding streets, trying to gain a view of the actual combatants, which soon developed in violence and intensity of racial feeling into one of the worst free-for-alls ever seen in the city.

Scores were injured, many requiring medical and hospital attention ... Heads were opened, eyes blackened and bodies thumped and battered as literally dozens of persons, young or old, many of them non-combatant spectators, were injured more or less seriously by a variety of ugly weapons in the hands of wild-eyed and irresponsible young hoodlums, both Jewish and Gentile.

### Secuelas
Se criticó a la policía por no estar preparada para intervenir, como lo había estado durante problemas potenciales anteriores en el área de la playa.  Después del motín, el alcalde William Stewart advirtió contra la exhibición de la esvástica y no hubo más disturbios.
El motín reveló las actitudes xenófobas hacia los judíos y otros inmigrantes no anglosajones (como los inmigrantes italianos) entre algunos canadienses anglosajones. Los judíos representaban la minoría más grande en Toronto en 1933 y, por lo tanto, eran el blanco de los residentes xenófobos. El acontecimiento tuvo algunos paralelismos con los Disturbios del Jubileo en 1875, un brote de violencia sectaria entre protestantes y católicos en Toronto y los disturbios antigriegos que ocurrieron previamente en la ciudad en 1918.

## Legado
Algunas fuentes han interpretado el sencillo de The Tragically Hip de 1999, "Bobcaygeon", como una alusión a los disturbios, ya que la letra de la canción contiene las palabras "riot" y "ario".  Esto ha sido objeto de debate, ya que la canción está ambientada en un contexto contemporáneo en lugar de la década de 1930, y las palabras no aparecen en estrecha conjunción; sin embargo, el mismo verso contiene una referencia a The Men They Couldn't Hang, quienes escribieron "Ghosts of Cable Street", una canción sobre el motín antifascista de la Batalla de Cable Street en Londres en 1936. Su lirismo a menudo combinaba acontecimientos históricos separados en la misma canción. “50 Mission Cap” tiene un giro histórico similar. 
En agosto de 2008, se presentó una placa de Heritage Toronto para conmemorar el 75º aniversario del motín.
El incidente fue representado en dos novelas gráficas, Christie Pits de Jamie Michaels e ilustrada por Doug Fedrau en 2019  y The Good Fight de Ted Staunton y Josh Rosen (il.) en 2021.